# فيل ستيفنز (لاعب كرة قدم أسترالية)
فيل ستيفنز (بالإنجليزية: Phil Stephens)‏ هو لاعب كرة قدم أسترالية أسترالي، ولد في 31 يوليو 1935، وتوفي في 31 ديسمبر 2015.

## وصلات خارجية
- فيل ستيفنز على موقع AustralianFootball.com (الإنجليزية)
- فيل ستيفنز على موقع AFLtables.com (الإنجليزية)